# Tính nguyên hợp
Tính nguyên hợp (tiếng Anh: syncretism), còn dịch là chủ nghĩa dung hợp, chủ nghĩa hỗn hợp, là chủ trương kết hợp nhiều tín ngưỡng lại với nhau, hoặc sự pha trộn nhiều trường phái tư tưởng. Thuyết này hợp nhất hoặc đồng hóa nhiều loại tập quán riêng rẽ như thần học, thần thoại, tôn giáo thành một thể thống nhất căn bản để có thể tiếp cận một cách hòa hoãn với các tín ngưỡng khác. Một số tôn giáo bản địa Á Đông như Cao Đài, Hòa Hảo (ở Việt Nam) là những ví dụ cho tính nguyên hợp. Có thể nhận thấy tính nguyên hợp trong khá nhiều thành tố nghệ thuật và văn hóa (gọi là chủ nghĩa chiết trung) cũng như trong chính trị.